# Anaranjado (canción)
«Anaranjado» es una canción del dúo Jowell & Randy junto al cantante colombiano J Balvin. La pista se lanzó el 17 de julio de 2020 por Rimas Music como el sencillo principal del álbum Viva el perreo de Jowell & Randy.

## Antecedentes y composición
Sobre el tema, el dúo comentó «Este es un álbum muy de discoteca de principio a fin, y necesitábamos algo más comercial. Este es un reguetón con clase, del tipo que J Balvin hace tan bien y con el que se siente cómodo». La pista surgió por idea del compositor Keityn quien trabajó anteriormente con artistas como Arcángel y Sech en la canción. Sobre este trabajo, comentaron «Nos encantó en cuanto la escuchamos. Estoy feliz de que pudiera encajar en un álbum tan orientado al baile... Le da un descanso a tus oídos». El mismo día de su estrenó se publicó a través de las redes sociales de los artista la portada del sencillo para su promoción. J Balvin comentó que en su álbum Colores (2020) faltaban colores y por eso la idea de esta canción.«Faltan muchos... He puesto los primarios porque queríamos solo un disco de diez canciones. Los diez temas tenían que conectar y el naranja no estaba».

## Vídeo musical
El video musical se estrenó en el canal de YouTube de J Balvin el 17 de julio de 2020. En el clip predomina el color naranja.

## Posicionamiento en listas
| Listas (2020)                    | Mejor posición |
| -------------------------------- | -------------- |
| España (PROMUSICAE)              | 69             |
| Estados Unidos (Hot Latin Songs) | 47             |